# Henize 206星雲
Henize 206星雲（Henize 206せいうん）とは、大マゼラン雲の中の星雲である
。ガスと塵でできた星の揺籠。Henize 206星雲は1950年代に登録されているが、2003年8月に開始したスピッツァー宇宙望遠鏡の赤外線カメラから作成され、2004年3月にアメリカ航空宇宙局（NASA）のプレスリリースで報告されている。

## Henize 206星雲の写真の説明
Henize 206星雲、および星雲を生み出した超新星残骸は、NASAのスピッツァー宇宙望遠鏡からの画像（下の画像を参照）で詳細に描かれている。Henize 206は、約163,000光年離れた、大マゼラン雲と呼ばれる銀河系外における伴銀河に位置している。この星雲は、2歳から10,000,000歳までの数千個の星々が宿っている可能性がある。

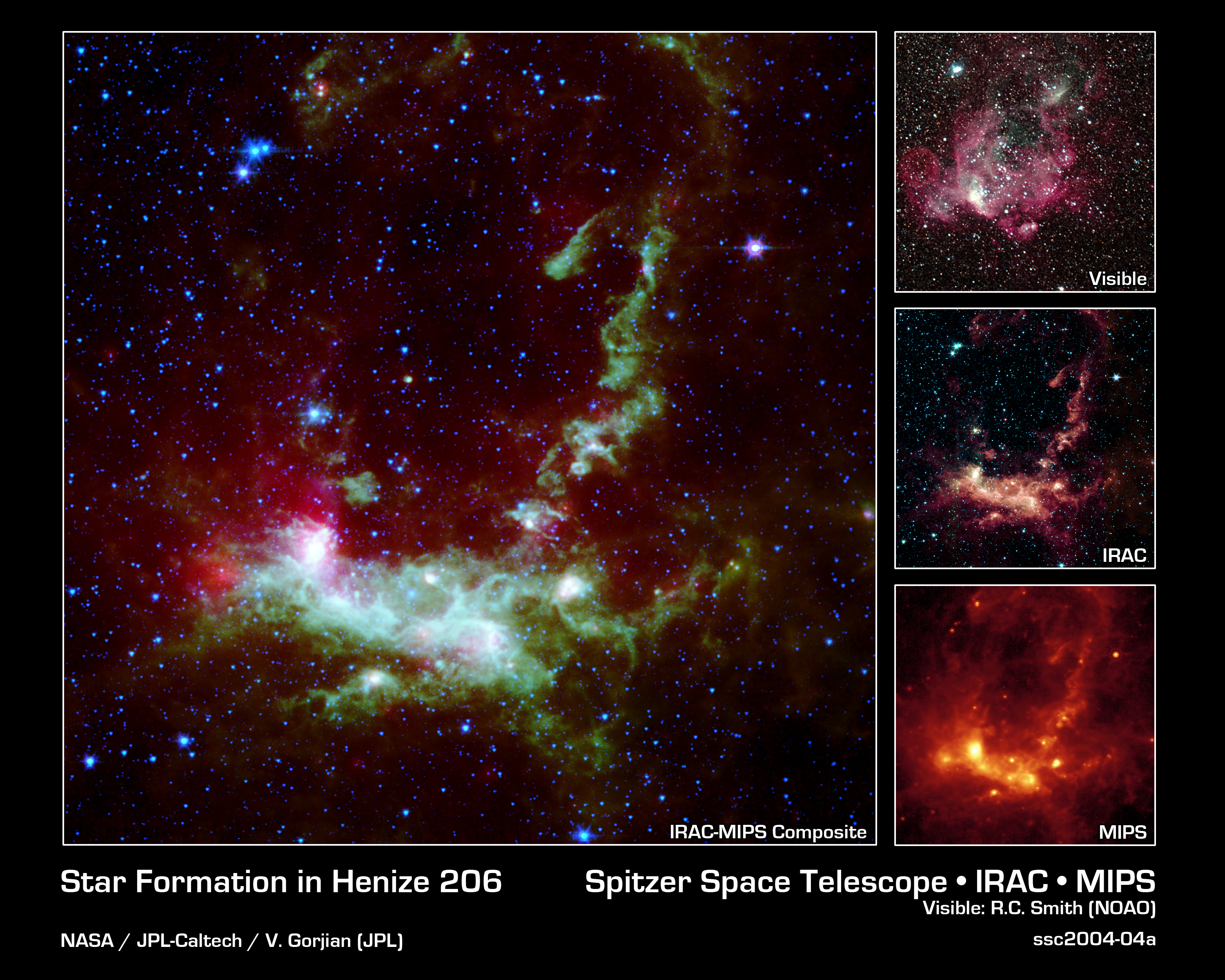
Nebula Henize 206 viewed by different camera devices on the Spitzer Space Telescope (March 2004). The separate IRAC and MIPS camera images are at right (click image to enlarge).

この写真は、星の形成に関する、普遍的な現象を捉えたスナップショットと言える。スピッツァー望遠鏡の撮影したHenize 206の赤外波長での写真は、可視光の波長では、邪魔である塵のベールを透して表示している。この画像は、赤外線データが目に見える色に変換されている合成写真である。この擬似カラー画像は、青、緑、赤で現された周囲のガスと塵を伴った、明るい白色スポットとして若い星が浮かび上がらせている。また、この星雲の画像は、古代の超新星の爆発の残骸を示す緑色のガスのリングが写っている。

## 形成と組成
一般的な星のゆりかご理論によると、Henize 206の中の星々は、宇宙のガスや塵が、死にゆく星や超新星の爆発の強烈な衝撃により圧縮されて生まれたとされている。あるいは、宇宙のガスや塵が大きなグループとなり、塵自身の重力によって凝集され、圧縮されて大規模な天体となり、ついに星が誕生すると考えられている。最終的に、恒星のいくつかは、進化の進んだ段階で激しい爆発を起こし、大量のガスと塵を放出し、別のサイクルの星々の誕生の引き金になっていると予想されている。星の塵とガスのこの循環は、宇宙全体で発生していると考えられる。
我々の太陽は、太陽系内で見つかる重い元素によって、初代の恒星から数えて、複数の世代が経過していると考えられている。
Henize 206星雲は、1950年の初頭に、後にNASAの宇宙飛行士になったカール・ヘナイズ博士によって登録されている。
フロリダ州のケープカナベラルから2003年8月25日に打ち上げられて以来、スピッツァー宇宙望遠鏡は、NASAの主要な観測の4分の1を行っている。他の4分の3は、ハッブル宇宙望遠鏡、チャンドラX線観測衛星とコンプトンガンマ線観測衛星である。カリフォルニア州パサデナのジェット推進研究所（JPL）は、ワシントンD.C.のNASAのオフィスのために、スピッツァー宇宙望遠鏡のミッションを管理している。この一連の作業は、パサデナにあるカリフォルニア工科大学（Catech）内のJPLの管理するスピッツァー科学センターで行われた。